# Ödets skepp
Ödets skepp (Ship of Destiny) är en fantasyroman från 1999 skriven av Robin Hobb. Boken ingår i trilogin Handelsmännen och de magiska skeppen (The Liveship Traders Trilogy) och föregås av Magins skepp (The Ship of Magic) och Sorgeskeppet (The Mad Ship).